# Мулание
Мулание е една от 28-те области на Малави. Разположена е в южния регион на страната и граничи с Мозамбик. Столицата на областта е град Мулание, площта е 2005 км², а населението (по преброяване от септември 2018 г.) е 684 107 души. Мулание е известна с отглеждането на чай и планината Мулание – една от най-високите в южна Африка.